# Wilfried Erdmann
Wilfried Erdmann (* 15. April 1940 in Scharnikau, Reichsgau Wartheland, heute Polen; † 8. Mai 2023) war ein deutscher Einhandsegler und Sachbuchautor.

## Leben und seglerische Leistungen
Im Alter von 17 Jahren siedelte Erdmann nach einer Tischlerlehre von Karstädt (Prignitz) in der DDR in die Bundesrepublik Deutschland über. Er arbeitete als Zimmermann im Akkord auf Baustellen in Hamburg, Westfalen und im Rheinland. 1958 bis 1959 fuhr er allein mit einem Fahrrad über Südfrankreich, Nordafrika und den vorderen Orient nach Indien. In einem Ostsee-Urlaub 1960 erwachte in ihm der Wunsch zu segeln, womit er aus finanziellen Gründen aber erst 1965 beginnen konnte. In der Zwischenzeit verdiente er seinen Lebensunterhalt als Matrose in der Handelsschifffahrt.
Von 1967 bis 1968 umrundete Erdmann mit der Slup Kathena als erster Deutscher allein die Erde. Das Boot hatte er 1965 in Alicante von einem britischen Segler gebraucht gekauft. Er hatte zwar niemals einen vom Deutschen Seglerverband ausgestellten Segelschein erworben, war dafür jedoch in Alicante von Bernard Moitessier in die Praxis der Astronavigation eingeführt worden. Die Stationen der ersten Weltreise waren die Karibik, Panama, Tahiti, Neuguinea und das Kap der Guten Hoffnung. 421 Tage nach seiner Abreise von Gibraltar legte Erdmann am 7. Mai 1968 in Helgoland an, wo man ihm – in Anbetracht seines nur 7,62 Meter langen Bootes – die Weltumseglung zuerst nicht glauben wollte. Unter anderem durch tropischen Bewuchs am Schiffsrumpf und durch seine Logbücher konnte er seine Reise jedoch beweisen, worauf sein Boot wegen unversteuerter Einfuhr an die Kette gelegt wurde. Auch der Schlimbach-Preis wurde ihm verweigert. Das wirkt umso ironischer angesichts der Tatsache, dass der Brite Francis Chichester für seine Einhand-Weltumsegelung (1966 bis 1967) geadelt und 1967 mit einer Briefmarke geehrt worden war.

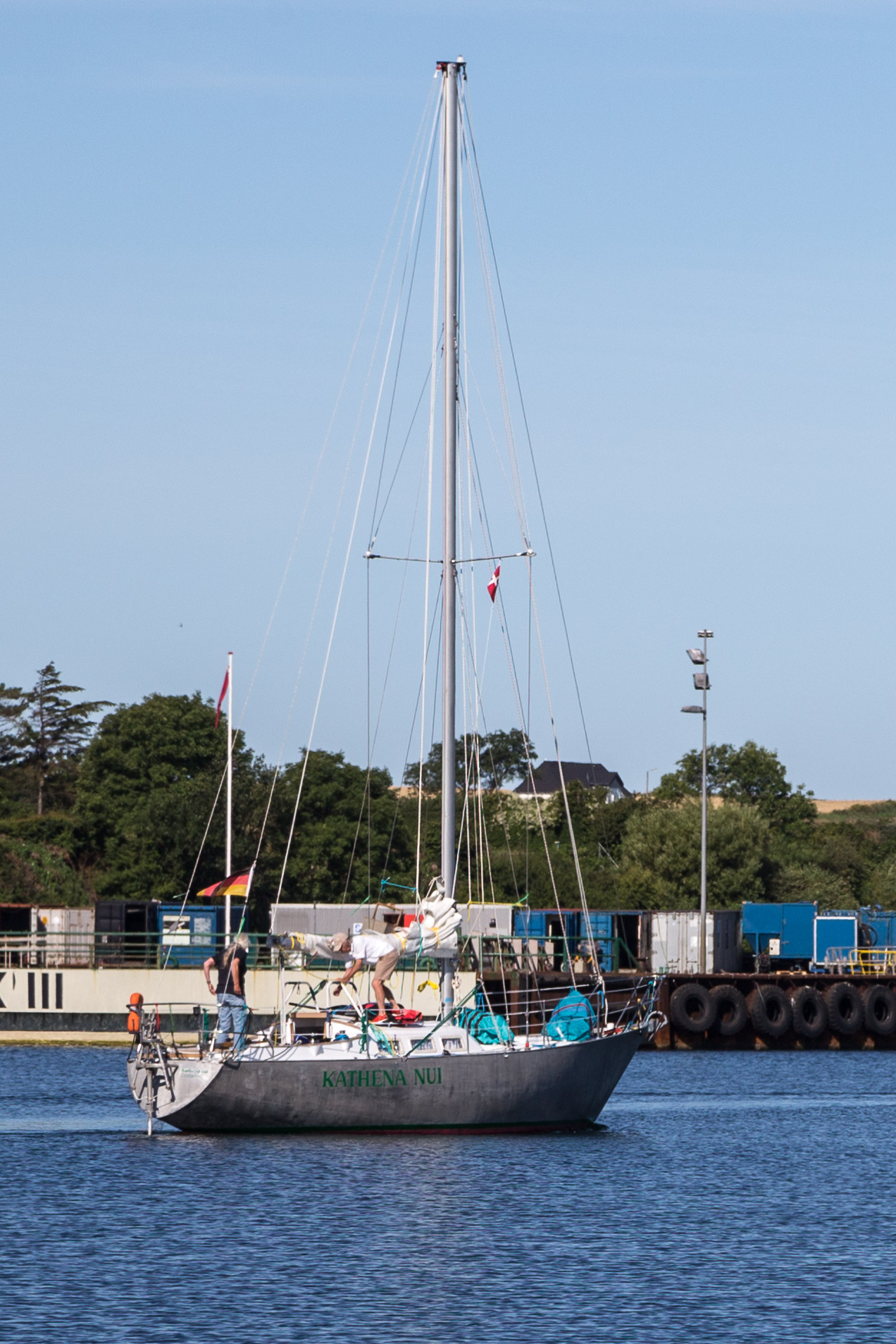
Kathena Nui in Søby auf Ærø, 2015

1969 brach Erdmann mit seiner Frau Astrid zur Hochzeitsreise mit der Yacht Kathena 2 zu einer weiteren Weltumsegelung auf, die 1011 Tage dauerte, ehe beide im Mai 1972 in Cuxhaven ankamen. Es folgte 1976 bis 1979 eine Südseefahrt mit seiner Frau und ihrem anfangs dreijährigen Sohn Kym.
Von 1984 bis 1985 segelte Erdmann nonstop allein in West-Ost-Richtung um die Welt, d. h. in der gleichen Richtung wie die vorherrschenden Westwinde um die Erde. Er passierte dabei die Shetlands, das Kap der Guten Hoffnung, Tasmanien und Kap Hoorn. Er brauchte dafür 271 Tage mit seinem Schiff Kathena Nui, einer Aluminiumkonstruktion (Typ Nordsee 34) der Werft Dübbel & Jesse (Norderney). Der von der segelnden Fachwelt fast sicher geglaubte Schlimbach-Preis wurde Erdmann nach seiner Rückkehr verwehrt, da er der Vergabekommission aus persönlichen Gründen nicht alle Unterlagen lückenlos vorlegen wollte.
Im Jahr 1989 führte Wilfried Erdmann für die Zeitschrift Stern eine Doppel-Atlantiküberquerung auf der Nordatlantikroute durch. Die Crewmitglieder waren Gewinner eines Preisausschreibens des Stern und durchweg ohne Hochseeerfahrung. Für diese Unternehmung wurde Erdmann teilweise erheblich kritisiert. Die Erlebnisse beschrieb er in seinem Buch Ein unmöglicher Törn.
Im Sommer 1990 segelte Wilfried Erdmann mit dem Schwertzugvogel Schlei Kathena seines Sohnes 99 Tage von Goltoft die Ostseeküste der Deutschen Demokratischen Republik ab. Die seit langen Jahren geschlossene innerdeutsche Grenze war nach der Wende geöffnet, und Erdmann erlebte dort am 1. Juli 1990 die Einführung der DM sowie die Fußballweltmeisterschaft. Sein Kurs führte ihn entlang der Ostseeküste und um Rügen bis in die Peene. Von dort setzte er über auf die Feldberger Seenlandschaft und die Mecklenburgische Seenplatte. Vom Schweriner See gelangte er mit einem Lastwagen nach Wismar und über die Ostsee zurück zur Schlei. In seinem Buch Mein grenzenloses Seestück berichtet er über die Reise.
Im Jahre 1995 segelte Erdmann bis an die Zwölf-Meilen-Zone des Mururoa-Atolls in Französisch-Polynesien heran, um auf diese Weise seinem Protest gegen die erneute französische Atomwaffen-Versuchsserie Ausdruck zu verleihen.
Von 2000 bis 2001 gelang ihm weltweit als fünftem Segler nonstop und allein eine Weltumsegelung in Ost-West-Richtung. Diese Route führt gegen die vorherrschenden westlichen Winde, was für ein kleines Segelboot aufgrund des Seegangs eine besondere Herausforderung darstellt. Für die 343 Tage dauernde Fahrt benutzte er wiederum seine Yacht Kathena nui. Damit ist er der einzige Segler weltweit, der auf ein und demselben Boot die Welt in beide Richtungen nonstop umsegelt hat. Die ihm danach angediente Verleihung des Schlimbach-Preises lehnte er mit der Begründung ab, er habe alles erreicht und brauche keine Preise mehr – dies allerdings vor dem Hintergrund, dass sowohl seiner Schwiegermutter als auch ihm selbst dieser Preis Jahre zuvor wegen umstrittener Vergabekriterien verweigert worden war.
Wilfried Erdmann war Autor zahlreicher Bücher, die zum Teil Bestsellerstatus erreichten. Berichte von seinen Reisen und grundlegende Artikel über das Hochsee- bzw. Blauwassersegeln veröffentlichte er unter anderem als Gastautor im Segelmagazin Yacht.

## Persönliches
Wilfried Erdmann lernte kurz vor Beginn seiner in Gibraltar beginnenden ersten Weltumsegelung 1966 Ingeborg von Heister und deren Tochter Astrid kennen, die ihren Trimaran Ultima Ratio dorthin überführt hatten. Die beiden jungen Leute verliebten sich und heirateten 1969, ein Jahr nachdem Erdmann seine Weltreise beendet hatte. Die beiden bekamen einen Sohn, Kym (* 1972), der Grafikdesigner wurde und unter anderem Bücher seines Vaters gestaltete.
Erdmann und seine Frau lebten zuletzt in dem kleinen Dorf Goltoft an der Schlei. Im Sommer 2022 wurde bei Wilfried Erdmann eine Krebserkrankung festgestellt, woraufhin er im September mit einem Beitrag auf seiner Webseite offiziell Abschied vom Segeln nahm. Er erlag seiner Krankheit am 8. Mai 2023. Er fand auf dem Friedhof in Brodersby seine letzte Ruhestätte.

## Auszeichnungen
Erdmann wurde 1986 mit dem Silbernen Lorbeerblatt, der höchsten verliehenen sportlichen Auszeichnung in der Bundesrepublik Deutschland, ausgezeichnet. Der Trans-Ocean-Preis wurde Erdmann dreimal (1979, 1985 und 2001) für seine Reisen verliehen.

## Veröffentlichungen
Erdmann hat unter anderem folgende Bücher geschrieben, die fast alle mehrere und zum Teil erweiterte Neuauflagen erfahren haben:
- Mein Schicksal heißt Kathena. Als Einhandsegler um die Welt. (Bearbeitet von Ortwin Fink.) Oetinger, Hamburg 1970. Neuausgabe Delius Klasing, 1999, ISBN 3-7688-1091-7 (über Erdmanns erste Weltumsegelung).
- Tausend Tage Robinson. Das Abenteuer einer Weltumseglung. Kiepenheuer & Witsch, 1973. Erweiterte Neuausgabe 2003, ISBN 3-462-03238-0 (über die Weltumsegelung mit seiner Frau 1969 bis 1972).
- Gegenwind im Paradies. Segelabenteuer in der Südsee. Kiepenheuer & Witsch, 1980. Neuausgabe Delius Klasing, 2000, ISBN 3-7688-1161-1 (über die Südseefahrt mit Frau und Sohn).
- Der blaue Traum. Leben und Segeln in der Südsee. Kiepenheuer & Witsch, 1983, ISBN 3-462-01558-3. Taschenbuchausgabe Ullstein, Berlin 1987, ISBN 3-548-20844-4.
- Die magische Route. Als erster Deutscher allein und nonstop um die Erde. Kiepenheuer & Witsch, 1986. 3. Auflage Delius Klasing, 2001, ISBN 3-7688-0787-8 (über die Nonstop-Weltumsegelung 1984/1985).
- Segeln mit Wilfried Erdmann. Ansichten und Erfahrungen eines Weltumseglers. Kiepenheuer & Witsch, 1988. 4. Auflage Ed. Maritim, Hamburg 2004, ISBN 3-89225-506-7.
- Mein grenzenloses Seestück. Segeln in Mecklenburg und Vorpommern. Kiepenheuer & Witsch, Köln 1991. Neuausgabe Delius Klasing, 1997, ISBN 3-7688-0986-2.
- Ostsee-Blicke. Ein Segelsommer mit „Kathena 7“. Delius Klasing, 1994; 3. Auflage: Ein deutscher Segelsommer. Delius Klasing, 2004, ISBN 3-7688-1544-7.
- Ein unmöglicher Törn. Transatlantik mit GATSBY und Gewinnern. Delius Klasing, 1991. Neuausgabe 1996, ISBN 3-7688-0924-2.
- Nordsee-Blicke. Eine Segelreise im Gezeitenmeer. Delius Klasing, 1997. Neuauflage 2006, ISBN 3-7688-1780-6.
- Allein gegen den Wind. Nonstop in 343 Tagen um die Welt. Delius Klasing, 2002. Neuauflage 2004, ISBN 3-7688-1503-X.
- Segelzeit – Reiseaufzeichnungen aus nah und fern. Delius Klasing, 2006, ISBN 978-3-7688-1852-0. eingeschränkte Vorschau in der Google-Buchsuche
- Ein deutscher Segelsommer. Delius Klasing, 2007, ISBN 978-3-7688-1972-5.
- Von der Wüste und vom Meer. (zusammen mit Achill Moser), Hoffmann und Campe, Hamburg 2012, ISBN 978-3-455-50268-8.
- Ich greife den Wind. Erinnerungen. Delius Klasing, 2014, ISBN 978-3-7688-3769-9
- Ich bin auf See. Mein Bild vom Segeln. Delius Klasing, 2021, ISBN 978-3-667-11853-0.
- Ingeborg und das Meer: Die erste deutsche Frau, die allein über den Atlantik segelte, Delius Klasing, Bielefeld 2023, ISBN 978-3-667-12698-6

Des Weiteren gibt es auch Zeitschriftenaufsätze Erdmanns, z. B.:
- Segeln: Gegenwind im Paradies. In: GEO November 1979, S. 112–132. „Drei Jahre Abschied von europäischer Zivilisation …durch die Südsee …Aber keineswegs nur ein traumhafter Törn.“ ISSN 0342-8311